# Länsmansgårdens kyrka
Länsmansgårdens kyrka var en kyrkobyggnad i stadsdelen Biskopsgården i Göteborgs kommun. Vid sitt uppförande 1972 hörde den till Biskopsgårdens församling (i Göteborgs stift), men efter en sammanläggning med närliggande enheter tillhörde den från 2010 Lundby församling.
Söndagen den 21 april 2024 firades den sista gudstjänsten i Länsmansgårdens kyrka, och sedan togs kyrkorummet ur bruk – en ceremoni som leddes av kontraktsprost Ewa Selin, på uppdrag av biskop Susanne Rappmann. Byggnaden förvärvades sedan av Göteborgslokaler, med avsikten att skapa ett allaktivitetshus i stadsdelen.

## Kyrkobyggnaden
Kyrkan invigdes 1972 och hade ritats av arkitekt Torsten Hansson. Den ersatte då en vandringskyrka som funnits där sedan 1966, vilken flyttades vidare och blev Bjurslättskyrkan. 
Byggnaden består av prefabricerade moduler och meningen var att den tillsammans med den nästan identiska Hammarkullens kyrka skulle stå modell för en serietillverkning av enkla kyrkobyggnader. Församlingsbyggnad och kyrkorum är sammanbyggda kring en atriumgård. Kyrkorummet har ett högt och brant tak, påminnande om ett tält. Ljusintag sker endast genom takfönster och fönster i vardera ändan. 
Klockstapeln är fristående. Gjord av gjutna betongpelare där klockorna var dolda av en enklare träkonstruktion. Efter det att kyrkan togs ur bruk togs klockorna ned, men de har behållits i församlingens ägo.

## Inventarier
Förnämst var en tredelad gobeläng, en triptyk vävd av Ingrid Danielsson, som efter kyrkorummets avsakralisering flyttats till Lundby församlingshem.  

### Orgel
Den mekaniska orgeln tillverkades 1975 av Lindegren Orgelbyggeri AB och hade nio stämmor fördelade på två manualer och pedal.